# 白棟 (元朝)
白棟，字彦隆，元朝冀宁阳曲（今山西省太原市）人。
白栋年轻时受业于许衡，许衡为国子祭酒，奏请任用旧弟子十二人，白栋就在其中。许衡有病归家，以白栋与耶律有尚为国子助教。后侍讲太子真金，白栋为真金讲郑伯克段于鄢，真金对人说：“是非空言，意固有在也。”改任国史馆编修，仍兼国子助教。擢升为监察御史，上疏弹劾阿合马不法。阿合马诬陷白栋，捕送刑部，官吏让他邻居妇人诬害白栋，邻居妇人不肯，后来得以释放释。又弹劾西京宣慰使倒拉沙以私怨杀其幕僚。出为佥陕西汉中道提刑按察司事。有人遇仇家，问他所带何书，其人骗他说是反书也。仇家至延安告变。白栋调查此案，已经株连二百余人，他全部释放。不久，改任佥河南河北道提刑按察司事。又改任燕南河北道，为父丁忧，之后又为母丁忧，伤痛过度，四十六岁就去世了。